# میثاق جامعه ملل
میثاق جامعه ملل (انگلیسی: Covenant of the League of Nations) منشوری بود که به موجب آن جامعه ملل تأسیس شد. نوشتن میثاق مدتی پیش از پایان جنگ جهانی اول آغاز شده بود. در کنفرانس صلح پاریس (۱۹۱۹) کمیسیونی به منظور توافق بر مفاد میثاق تشکیل شد. اعضای آن شامل توماس وودرو ویلسون رئیس‌جمهوری آمریکا، رابرت سیسیل و جان اسمات از طرف امپراتوری بریتانیا، لئون بورژوآ و فردیناند لارناده از طرف فرانسه، نخست‌وزیر ایتالیا ویتوریو امانوئل اورلاندو، و نمایندگانی از ژاپن، بلژیک، برزیل، چین، پرتغال، و صربستان بود. بعدها نمایندگان چکسلواکی، یونان، لهستان، و رومانی نیز به این کمیسیون اضافه شدند. متنی که در ۲۸ آوریل ۱۹۱۹ در کنفرانس پاریس به تصویب نهایی کشورها رسید، مشتمل بر یک مقدمه و بیست و شش اصل بود.

## مفاد میثاق
بر اساس اصل یکم میثاق، دو دسته از کشورها در زمرهٔ اعضای اصلی جامعه محسوب می‌شدند:
امضاکنندگانی که نام آنهادر سند ضمیمه این میثاق ثبت شده، همچنین دولت‌هایی که اسامی آنان درسند ضمیمه آمده‌است وبی هیچ قیدوشرطی بااعلامیه ای که ظرف دو ماه از تاریخ به اجرادرآمدن این پیمان به دبیرخانه تسلیم خواهند کرد، به این پیمان خواهند پیوست. مفاداین اعلامیه رادبیرخانه به اطلاع سایراعضای جامعه خواهدرساند.
تعداد این کشورها ۴۴ عدد بود و براساس این اصل دیگر کشورها برای پیوستن به جامعه ملل به رأی موافق دو سوم اعضای مجمع عمومی نیاز داشتند.
اصل دوم میثاق ساختار تشکیلاتی جامعه ملل را بیان می‌کند. براساس این اصل، جامعه از یک مجمع عمومی، یک شورای اجرایی، و یک دبیرخانه دایمی تشکیل می‌شد.
صل سوم به ترکیب مجمع عمومی اشاره دارد و آن را مرکب از نمایندگان تمامی اعضای جامعه ملل می‌داند که در مواقع معین و مقتضی تشکیل جلسه می‌دهد. هر یک از اعضا حداکثر سه نفر نماینده در مجمع داشت اما هر عضو تنها دارای یک رأی بود.
اصل چهارم مباحث مربوط به شورا را بیان می‌کند و اظهار می‌دارد اعضای شورا را پنج عضو دائمی (امپراتوری بریتانیا، فرانسه، ایتالیا، ژاپن، و آمریکا) به همراه چهار کشور دیگر به انتخاب مجمع عمومی تشکیل می‌دهند. شمار اعضای غیردائم به صلاحدید مجمع از چهار عدد به تعداد بیشتر قابل افزایش بود. تا سال ۱۹۳۶ تعداد غیردائم با سه بار تغییر به یازده کشور رسید. اما کرسی دایم آمریکا به دنبال عدم موافقت سنا آمریکا با پیوستن این کشور به جامعه ملل در سال ۱۹۲۶ به آلمان واگذار شد و در سال ۱۹۳۴ نیز به شوروی کرسی دایم اعطا شد.